# Criminalità organizzata azera
Esistono diversi gruppi criminali di origine azera e sono formati su base regionale.

## Gruppi criminali azeri
Il gruppo Lenkarani è un gruppo criminale azero composto da immigranti o lavoratori di Lenkaran, una regione di confine dell'Azerbaigian e dell'Iran. Secondo i servizi segreti russi il capo è Nasrullayev Alibaba, che vive a Mosca, che ha anche buoni contatti con la burocrazia locale.
I gruppo azeri-daghestani, chiamati anche le brigate Zagatala.
Sempre secondo i servizi segreti russi, gli azeri controllano il 35% del mercato della droga a Mosca.
Per distribuire la droga vengono usati anche persone di altri gruppi etnici.
Nel 2003, un gruppo criminale, che trafficava droga sulla rotta Iran-Azerbaigian –Russia-Giappone fu arrestato dalla polizia russa.

## Area d'influenza
In Russia, gli azeri sono attivi sia in grandi città quali Mosca e San Pietroburgo che in città più piccole come Vologda.
Nel marzo del 2007 è stato confiscato 1 kg di eroina nella regione di Perm' in Siberia, riconducibile a gruppi azeri, a testimonianza della loro forte attività anche in questa regione.
Nella vendita al dettaglio sono i più attivi.

## Attività criminali
L'attività illegale più importante è il traffico di droga (per lo più eroina), traffico di armi, frode, riciclaggio di denaro, furto d'auto, estorsione, gioco d'azzardo illegale, contraffazione, prostituzione, omicidio su ordinazione.

## Esponenti di spicco
- Rovshan Janiev